# 1927-es sakkolimpia
Az 1. sakkolimpiát 1927. július 18. és július 30. között a Nemzetközi Sakkszövetség (FIDE) 3. kongresszusához kapcsolódóan rendezték meg  Londonban. Ez volt a FIDE első olyan nemzetközi rendezvénye, amelyen Európán kívüli kontinens csapata is részt vett. A rendezvénynek a Westminster Central Hall adott otthont. Az első helyezett csapat számára lord F. G. Hamilton-Russell egy vándorkupát ajánlott fel, amelyet ezen a sakkolimpián első alkalommal személyesen adott át a győztes magyar csapat első táblásának, Maróczy Gézának.
A sakkolimpiával párhuzamosan folyt az első hivatalos női egyéni sakkvilágbajnokság 12 résztvevővel, amelyet Vera Menchik nyert meg.

## A résztvevők

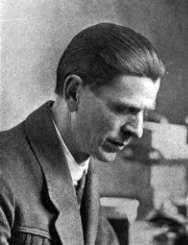
Maróczy Géza az 1. hivatalos sakkolimpián győztes magyar csapat első táblása

Az olimpiai csapatversenyre 16 csapat nevezett, 70 versenyzővel. Argentína válogatottja – egyetlen nem-európai csapatként – az amerikai kontinenst képviselte. A csapatokban egyidejűleg 4 fő játszott. A játékosok közötti erősorrendet nem kellett megadni, azt fordulónként tetszés szerint variálhatták. Ennek megfelelően volt olyan csapat, amelyik minden fordulóban más sorrendben ültette le játékosait, volt, amelyik szisztematikusan, forgásszerűen váltogatta az egyes táblákon szereplő versenyzőit. Emiatt az egyéni eredmények esetében nem táblánként hirdették ki a legjobb eredményt elérőket, hanem az összes versenyző eredményét vették figyelembe.

## A verseny lefolyása
A versenyt a csapatok között körmérkőzéses formában rendezték. A csapat eredményét az egyes versenyzők által megszerzett pontok alapján számolták. Holtverseny esetén vették csak figyelembe a csapateredményeket, ahol a csapatgyőzelem 2 pontot, a döntetlen 1 pontot ért. A játszmákban fejenként 90 perc állt rendelkezésre 30 lépés megtételéhez, majd 10 lépésenként további 30 perc.

## A verseny végeredménye
| H. | Ország        | 1  | 2  | 3  | 4  | 5  | 6  | 7  | 8  | 9  | 10 | 11 | 12 | 13 | 14 | 15 | 16 | P   | CsP | +  | = | -  |
| -- | ------------- | -- | -- | -- | -- | -- | -- | -- | -- | -- | -- | -- | -- | -- | -- | -- | -- | --- | --- | -- | - | -- |
| 1  | Magyarország  | ●  | 1  | 2½ | 1½ | 3  | 3  | 3  | 1½ | 4  | 3  | 1½ | 3½ | 3  | 2½ | 3½ | 3½ | 40  | 22  | 11 | 0 | 4  |
| 2  | Dánia         | 3  | ●  | 2½ | 2  | 3½ | 2½ | 1½ | 2½ | 1  | 2  | 2½ | 3  | 3  | 3½ | 2  | 4  | 38½ | 23  | 10 | 3 | 2  |
| 3  | Anglia        | 1½ | 1½ | ●  | 3  | 1½ | 2½ | 1½ | 3  | 3½ | 2  | 3½ | 2½ | 2½ | 2  | 3  | 3  | 36½ | 20  | 9  | 2 | 4  |
| 4  | Hollandia     | 2½ | 2  | 1  | ●  | 3  | 2  | 2½ | 1½ | 2  | 3½ | 4  | 2  | 1  | 3½ | 2  | 2½ | 35  | 19  | 7  | 5 | 3  |
| 5  | Csehszlovákia | 1  | ½  | 2½ | 1  | ●  | 2½ | 1½ | 2½ | 2½ | 2½ | 1  | 4  | 2½ | 3  | 3½ | 4  | 34½ | 20  | 10 | 0 | 5  |
| 6  | Németország   | 1  | 1½ | 1½ | 2  | 1½ | ●  | 2  | 3  | 2½ | 2½ | 3  | 2½ | 2½ | 3  | 2½ | 3  | 34  | 20  | 9  | 2 | 4  |
| 7  | Ausztria      | 1  | 2½ | 2½ | 1½ | 2½ | 2  | ●  | 1½ | 3  | 1½ | 2½ | 2½ | 3  | 3½ | 1½ | 3  | 34  | 19  | 9  | 1 | 5  |
| 8  | Svájc         | 2½ | 1½ | 1  | 2½ | 1½ | 1  | 2½ | ●  | 2  | 1½ | 2½ | 1½ | 2  | 3½ | 3½ | 3  | 32  | 16  | 7  | 2 | 6  |
| 9  | Jugoszlávia   | 0  | 3  | ½  | 2  | 1½ | 1½ | 1  | 2  | ●  | 2½ | 3  | 1½ | 3½ | 3  | 2  | 3  | 30  | 15  | 6  | 3 | 6  |
| 10 | Olaszország   | 1  | 2  | 2  | ½  | 1½ | 1½ | 2½ | 2½ | 1½ | ●  | 1  | 2½ | 2  | 3  | 3  | 2  | 28½ | 14  | 5  | 4 | 6  |
| 11 | Svédország    | 2½ | 1½ | ½  | 0  | 3  | 1  | 1½ | 1½ | 1  | 3  | ●  | 1½ | 4  | 3  | 1½ | 2½ | 28  | 12  | 6  | 0 | 9  |
| 12 | Argentína     | ½  | 1  | 1½ | 2  | 0  | 1½ | 1½ | 2½ | 2½ | 1½ | 2½ | ●  | 1½ | 2  | 3  | 3½ | 27  | 12  | 5  | 2 | 8  |
| 13 | Franciaország | 1  | 1  | 1½ | 3  | 1½ | 1½ | 1  | 2  | ½  | 2  | 0  | 2½ | ●  | 1  | 3  | 3  | 24½ | 10  | 4  | 2 | 9  |
| 14 | Finnország    | 1½ | ½  | 2  | ½  | 1  | 1  | ½  | ½  | 1  | 1  | 1  | 2  | 3  | ●  | 2½ | 3½ | 21½ | 8   | 3  | 2 | 10 |
| 15 | Belgium       | ½  | 2  | 1  | 2  | ½  | 1½ | 2½ | ½  | 2  | 1  | 2½ | 1  | 1  | 1½ | ●  | 2  | 21½ | 8   | 2  | 4 | 9  |
| 16 | Spanyolország | ½  | 0  | 1  | 1½ | 0  | 1  | 1  | 1  | 1  | 2  | 1½ | ½  | 1  | ½  | 2  | ●  | 14½ | 2   | 0  | 2 | 13 |

### A magyar versenyzők eredményei
| Forduló                            | Ellenfél                           | Maróczy Géza            | Maróczy Géza | Nagy Géza          | Nagy Géza | Vajda Árpád    | Vajda Árpád | Havasi Kornél    | Havasi Kornél | Steiner Endre  | Steiner Endre | Pont |
| ---------------------------------- | ---------------------------------- | ----------------------- | ------------ | ------------------ | --------- | -------------- | ----------- | ---------------- | ------------- | -------------- | ------------- | ---- |
| 1                                  | Jugoszlávia                        | Vuković                 | 1            | Kostić             | 1         | Asztalos Lajos | 1           |                  |               | Kalabar        | 1             | 4    |
| 2                                  | Franciaország                      | Chéron                  | 1            | Muffang            | ½         | Renaud         | ½           | Betbeder Matibet | 1             |                |               | 3    |
| 3                                  | Ausztria                           | Lokvenc                 | ½            | Gruber             | 1         | Ernst Grünfeld | ½           |                  |               | Wolf           | 1             | 3    |
| 4                                  | Anglia                             | Atkins                  | ½            | Thomas             | 0         |                |             | Michell          | 1             | Yates          | 1             | 2½   |
| 5                                  | Olaszország                        |                         |              | Rosselli del Turco | ½         | Monticelli     | '1          | Romi             | 1             | Sacconi        | ½             | 3    |
| 6                                  | Dánia                              | Krause                  | ½            |                    |           | Norman-Hansen  | 0           | Ruben            | ½             | Andersen       | 0             | 1    |
| 7                                  | Csehszlovákia                      | Réti Richárd            | 1            | Hromádka           | 1         | Prokeš         | ½           |                  |               | Gilg           | ½             | 3    |
| 8                                  | Argentína                          | Grau                    | 1            | Rivarola           | 1         | Nogués Acuña   | 1           |                  |               | Palau          | ½             | 3½   |
| 9                                  | Belgium                            |                         |              | Censer, M.         | 1         | Koltanowski    | ½           | Louviau          | 1             | Censer, I.     | 1             | 3½   |
| 10                                 | Svédország                         |                         |              | Stoltz             | 1         | Nilsson        | 0           | Nyholm           | ½             | Jacobson       | 0             | 1½   |
| 11                                 | Németország                        | Tarrasch                | ½            | Carls              | 1         | Mieses         | ½           |                  |               | Wagner         | 1             | 3    |
| 12                                 | Svájc                              | Naegeli                 | 1            | Zimmermann         | 0         | Johner         | 0           | Michel           | ½             |                |               | 1½   |
| 13                                 | Finnország                         | Terho                   | ½            | Rasmusson          | ½         | Heilimo        | 1           |                  |               | Tschepurnoff   | ½             | 2½   |
| 14                                 | Hollandia                          | Max Euwe                | ½            | Kroone             | 0         |                |             | Te Kolsté        | 0'            | Weenink        | 1'            | 1½   |
| 15                                 | Spanyolország                      | Golmayo de la Torriente | 1            | Vilardebo Picurena | 1'        | Soler Bordas   | 1'          |                  |               | Marin y Llovet | ½             | 3½   |
| Szerzett pontszám (Játszmák száma) | Szerzett pontszám (Játszmák száma) | 9 (12)                  | 9 (12)       | 9½ (14)            | 9½ (14)   | 7½ (13)        | 7½ (13)     | 5½ (8)           | 5½ (8)        | 8½ (13)        | 8½ (13)       |      |

### Az egyéni legjobb pontszerzők
Tekintettel arra, hogy az egyes csapatokon belül nem volt előírva a szigorú erősorrend a játékosok között, ezért a teljes mezőnyt figyelembe véve a legjobb hat százalékos teljesítményt elérőt díjazták. A végig első táblán játszó Maróczy Géza 75%-os teljesítményével a 4. legjobb eredményt érte el.
| # | Versenyző            | Ország        | Pont/Játszma | %     |
| - | -------------------- | ------------- | ------------ | ----- |
| 1 | George Alan Thomas   | Anglia        | 12/15        | 80%   |
| 1 | Holger Norman-Hansen | Dánia         | 12/15        | 80%   |
| 3 | Réti Richárd         | Csehszlovákia | 11½/15       | 76,7% |
| 4 | Maróczy Géza         | Magyarország  | 9/12         | 75%   |
| 5 | Ernst Grünfeld       | Ausztria      | 9%/13        | 73,1% |
| 6 | Max Euwe             | Hollandia     | 10%/15       | 70%   |

## A szépségdíjas játszmák
A legszebb játszmáért járó díjat az alábbi játszmák nyerték: 
- Yates, Frederick (ENG) - Asztalos, Lajos (YUG) 1 - 0
- Grünfeld, Ernst (AUT) - Euwe, Machgielis (NED) 1 - 0